# Population Override
Albums de Buckethead
Island of Lost Minds
(2004) The Cuckoo Clocks of Hell
(2004)
 Population Override est le douzième album de Buckethead, sorti le 30 mars 2004. C'est sa première collaboration complète avec le claviériste Travis Dickerson.

## Liste des pistes
| 1.    | Unrestrained Growth     | 7:47 |
| 2.    | Too Many Humans         | 8:28 |
| 3.    | Population Override     | 8:37 |
| 4.    | Humans Vanish           | 0:33 |
| 5.    | Cruel Reality of Nature | 3:49 |
| 6.    | A Day Will Come         | 8:34 |
| 7.    | Earth Heals Herself     | 6:38 |
| 8.    | Clones                  | 4:33 |
| 9.    | Super Human             | 4:49 |
| 10.   | ...                     | 1:34 |
| 55:22 |                         |      |